# Quốc hội Dominica
Quốc hội Dominica (tiếng Anh: House of Assembly of Dominica) là cơ quan lập pháp của Dominica. Nó được thành lập theo Chương III của Hiến pháp Dominica và cùng với Tổng thống Dominica tạo thành Quốc hội Dominica. Quốc hội có cơ chế đơn viện và bao gồm 30 nghị sĩ và các người đứng đầu chính quyền địa phương, Bộ trưởng Tư pháp là thành viên đương nhiên trong quốc hội. Chủ tịch Quốc hội sẽ trở thành thành viên thứ 32 nếu được chọn từ bên ngoài tư cách thành viên của Quốc hội. Quốc hội bầu ra Tổng thống Dominica cũng như là có quyền miễn nhiệm tổng thống trong trường hợp tổng thống không còn xứng đáng để đảm nhiệm chức vụ.
Nội các Dominica được tổng thống bổ nhiệm từ các thành viên của Quốc hội. Tuy nhiên, không quá ba nghị sĩ có thể là thành viên Nội các.

## Lịch sử

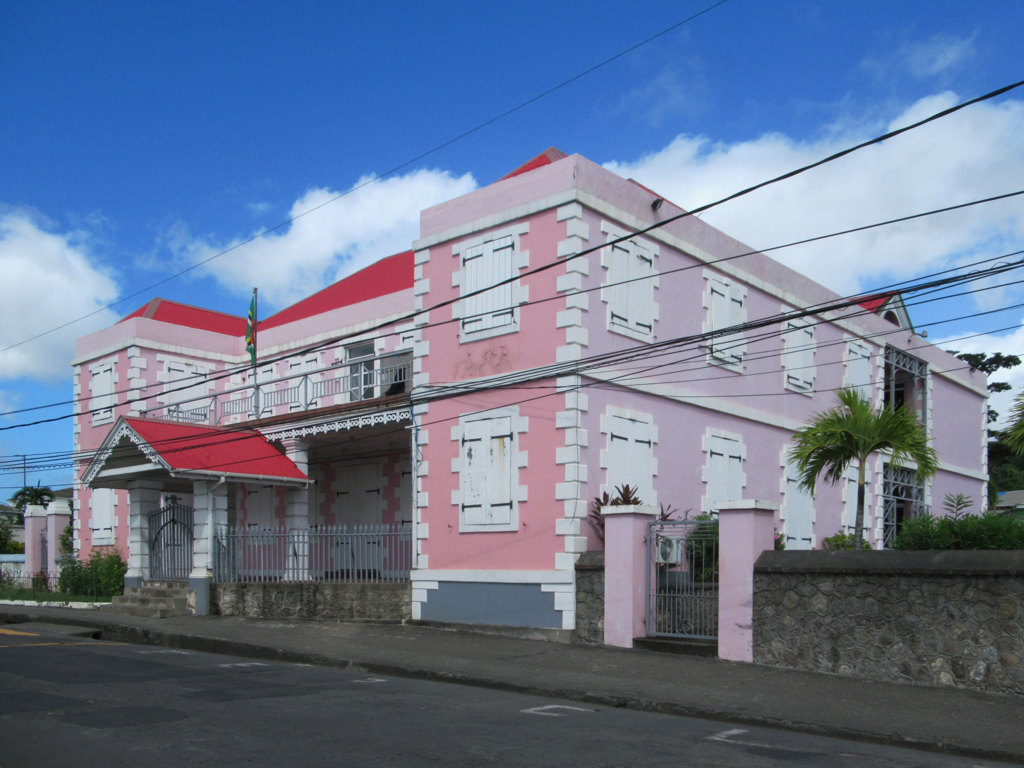
Tòa nhà Quốc hội ở Roseau

Quốc hội được thành lập vào năm 1968, tiền thân là một hội đồng lập pháp thuộc địa.